# Diatuto
Der Diatuto (Foho Diatuto, Monte Dia Tuto) ist ein osttimoresischer Berg im Suco Funar (Verwaltungsamt Laclubar, Gemeinde Manatuto). Er hat eine Höhe von 1732 m.

## Wildschutzgebiet
| IBA-„Trigger“ Vogelarten am Diatuto                   |                        |
| Vogelart                                              | Information            |
| Timortaube (Schwarze Timortaube, Turacoena modesta)   | gering gefährdet       |
| Grüne Timortaube (Timorgrüntaube) (Treron psittaceus) | stark gefährdet        |
| Schieferrücken-Fruchttaube (Ducula cineracea)         | stark gefährdet        |
| Gelbwangenkakadu (Cacatua sulphurea)                  | vom Aussterben bedroht |
| Gelbkopflori (Trichoglossus euteles)                  | nicht gefährdet        |
| Timorsittich (Aprosmictus jonquillaceus)              | gering gefährdet       |
| Timorlederkopf (Philemon inornatus)                   | nicht gefährdet        |
| Timorhonigfresser (Lichmera flavicans)                | nicht gefährdet        |
| Timorgerygone (Gerygone inornata)                     | nicht gefährdet        |
| Sundapirol (Oriolus melanotis)                        | nicht gefährdet        |
| Timorstutzschwanz (Urosphena subulata)                | nicht gefährdet        |
| Timorlaubsänger (Phylloscopus presbytes)              | nicht gefährdet        |
| Fleckenbrust-Brillenvogel (Heleia muelleri)           | gering gefährdet       |
| Sumbawadrossel (Zoothera dohertyi)                    | gering gefährdet       |
| Timordrossel (Zoothera peronii)                       | gering gefährdet       |

Um den Berg herum liegt eine von BirdLife International ausgewiesene Important Bird Area. 1982 wurde die Region als drittwichtigstes Gebiet Osttimors zum Schutz der Biodiversität eingestuft. Seit 2000 stehen 15.000 der 34.452 Hektar als Wildschutzgebiet unter Schutz. Dazu kommt ein hoher sozio-ökonomischer Wert, unter anderem weil sich hier eine Wasserscheide befindet.
Die Region ist hügelig und bis auf die Berge bewaldet. Die Bergrücken sind mit Buschland und Eucalyptusbäumen bedeckt. In den unteren Regionen ist der Monsunwald lokal lückenhaft.